# Leonid Alexandrowitsch Goworow

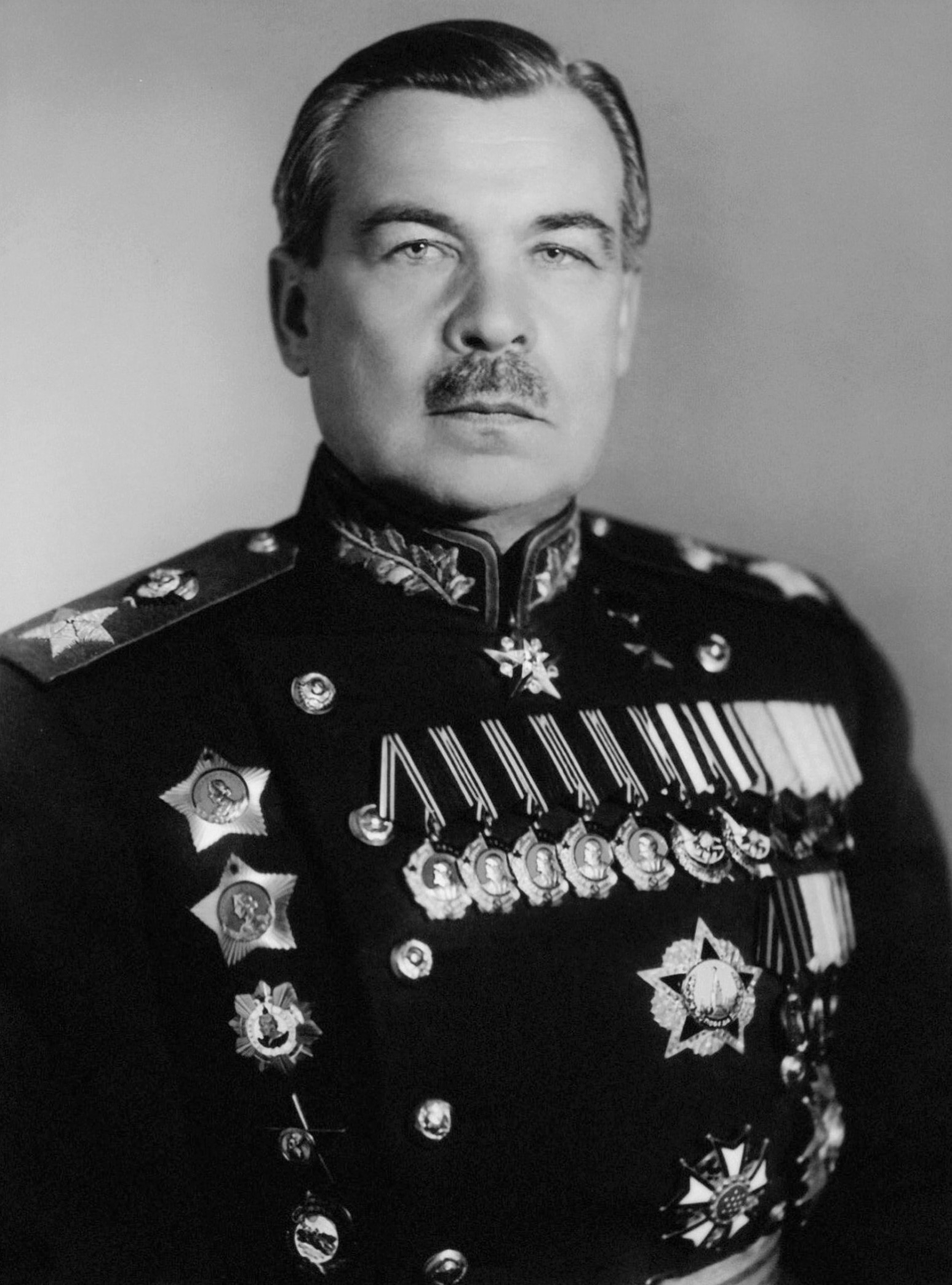
Leonid Alexandrowitsch Goworow (1950)

Leonid Alexandrowitsch Goworow (russisch Леонид Александрович Говоров; wissenschaftliche Transliteration Leonid Aleksandrovič Govorov; * 10. Februarjul. / 22. Februar 1897greg. in Butyrki, Gouvernement Wjatka; † 19. März 1955 in Moskau) war ein Marschall der Sowjetunion (1944) und Held der Sowjetunion (27. Januar 1945).

## Leben
Er wurde als Sohn von Alexander Goworow (1869–1920) und Maria Alexandrowna Panfilowa (1867–1919) im Gouvernement Wjatka, nordrussisches Tiefland, geboren. Sein Vater, ein Seemann, verließ wegen der Suche nach Arbeit seine Heimat. Leonid und seine drei jüngeren Brüder kamen auf die Oberschule in Jelabuga. Im Jahre 1916 besuchte Leonid die Berufsschule und das Polytechnische Institut in Sankt Petersburg und strebte eine Anstellung beim Schiffbau an. Im Dezember 1916 wurde er für die russische Armee mobilisiert und zum Studium an die Konstantinowski-Artillerieschule geschickt, woraufhin er im Juni 1917 zum Fähnrich befördert und für die Garnison in Tomsk zum Batterieoffizier ausgebildet wurde. Im März 1918 wurde er aus der Armee demobilisiert und kehrte zu seinen Eltern nach Jelabuga zurück.

### Frühe Militärkarriere

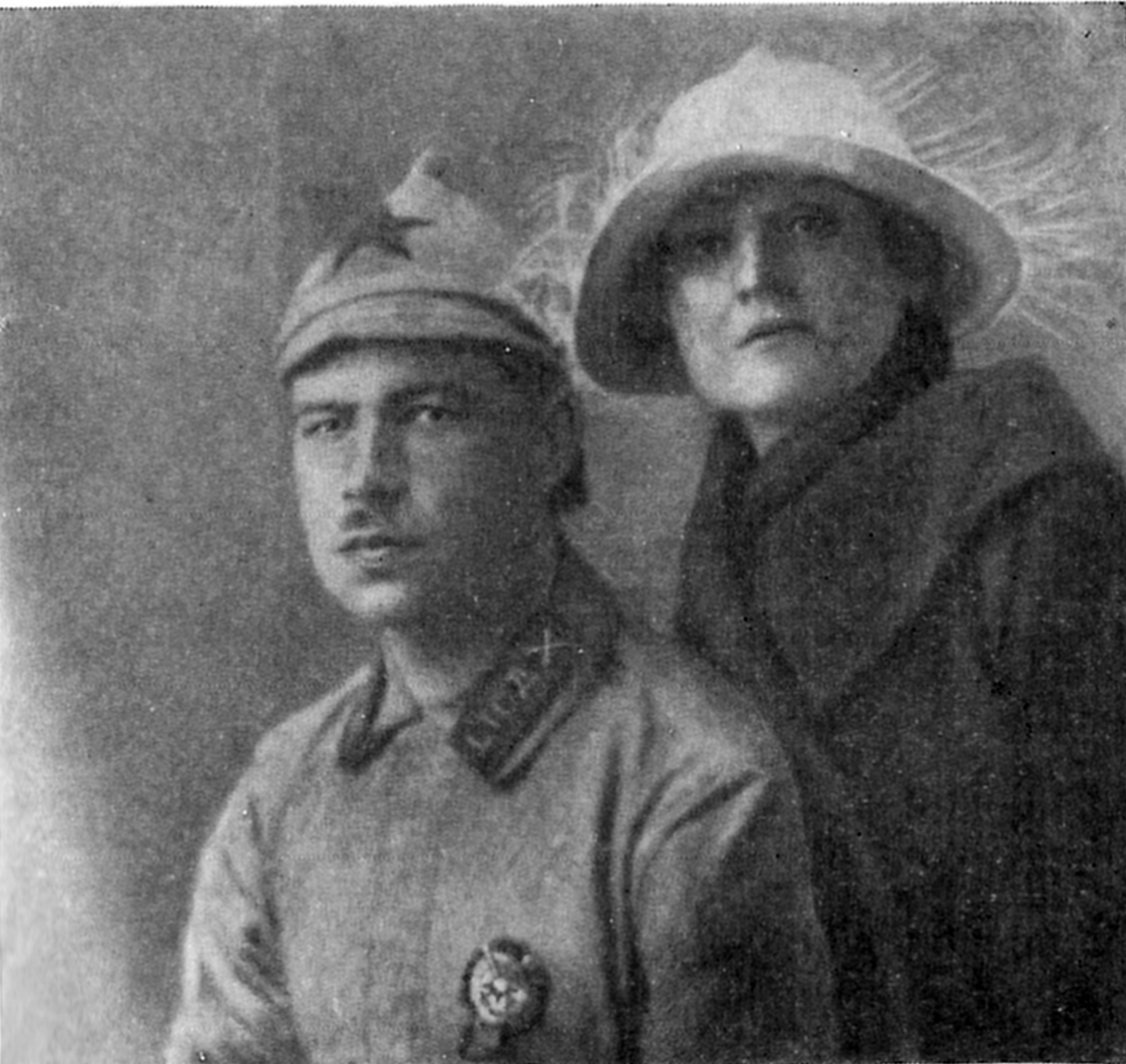
Goworow mit Ehefrau 1923

Zu Beginn des Russischen Bürgerkrieges diente er 1918 kurzzeitig in der Armee von Alexander Koltschak, bevor es ihm gelang, zur Roten Armee überzulaufen. Unter Blücher kämpfte er auf der Krim und im Verband der Roten 6. Armee (General A. I. Kork) gegen die Armee unter General Wrangel. Im August 1920 wurde er bei Abwehrkämpfen in der Nähe von Kachowka verwundet, im September erhielt er in der Schlacht von Antonowka eine Schusswunde am Arm und wurde danach mit dem Rotbannerorden ausgezeichnet.
Nach dem Bürgerkrieg besuchte er die Frunse-Militärakademie und gründete 1936 die Militärakademie des Generalstabes. Gleichzeitig wurde er zum Kommandeur der Artillerie im Kiewer Militärbezirk berufen.
Während des finnisch-sowjetischen Winterkriegs wurde Goworow als Artilleriekommandeur der 7. Armee abkommandiert. In dieser Dienststellung erhielt er für die Artillerievorbereitung für den Durchbruch durch die Mannerheim-Linie den Orden des Roten Sterns verliehen und wurde am 4. Juni 1940 zum Generalmajor der Artillerie ernannt.

### Deutsch-Sowjetischer Krieg

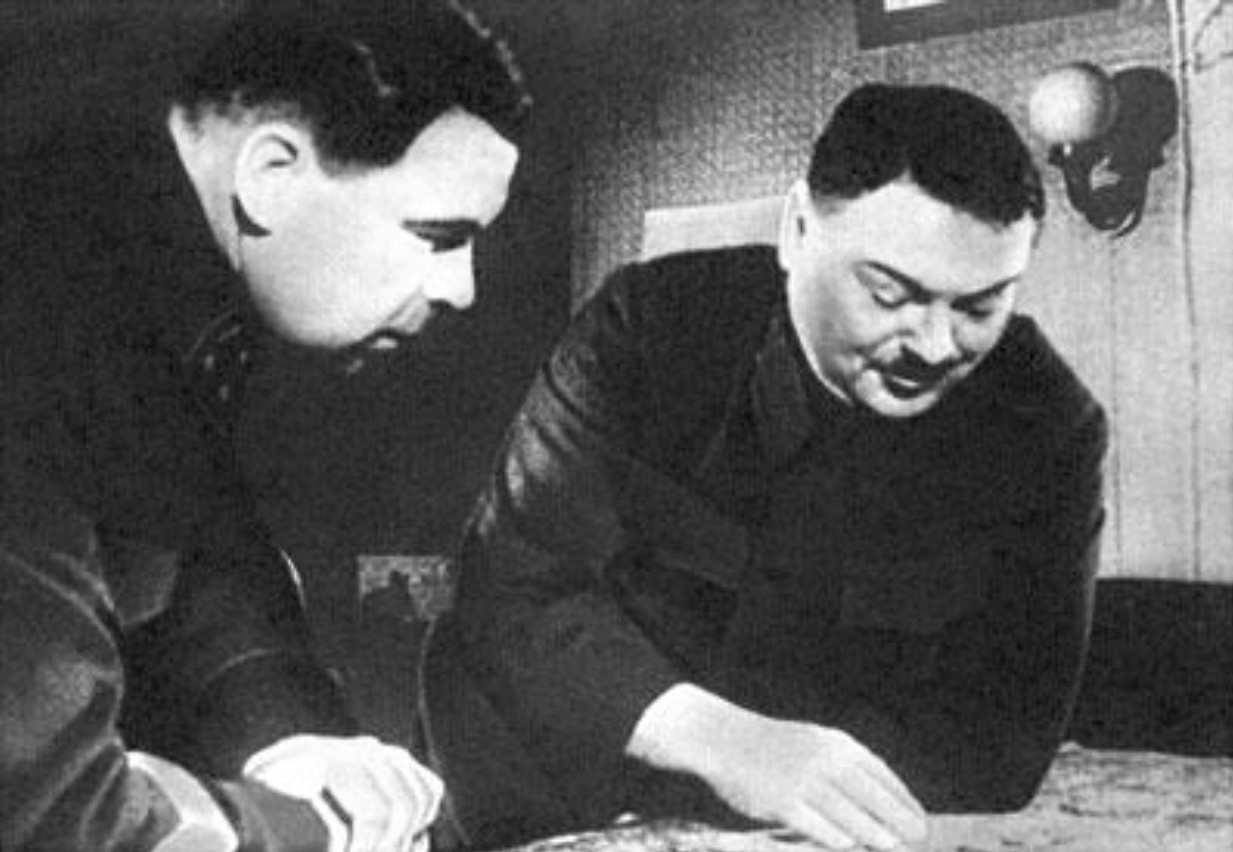
Goworow mit Andrei Schdanow

Nach dem deutschen Überfall auf die Sowjetunion wurde Goworow zunächst Artilleriekommandeur der Westfront. Am 30. Juli 1941 organisierte er bei der Vorbereitung der Gegenoffensive bei Jelnja das artilleristische Abwehrsystem. Er baute vom 5. bis 9. Oktober das Abwehrsystem an der Moschaisker Verteidigungslinie auf. Am 18. Oktober übernahm er auf Wunsch von General Schukow den Befehl über die 5. Armee und bewährte sich in der Schlacht um Moskau. Am 9. November 1941 wurde er zum Generalleutnant der Artillerie befördert und bewährte sich ab 6. Dezember bei der Klin-Solnetschnogorsker Gegenoffensive.
Im Juni 1942 übernahm Goworow das Kommando über die Leningrader Front. Im Januar 1943 gelang es im Zusammenwirken mit der Wolchow-Front im Verlauf der Zweiten Ladoga-Schlacht (Operation Iskra) die Landverbindung der Stadt Leningrad wiederherzustellen. Dafür wurde er am 15. Januar 1943 zum Generaloberst befördert. Am 17. November 1943 wurde er zum Armeegeneral befördert. In der Leningrad-Nowgoroder Operation gelang es im Januar und Februar 1944 die Leningrader Blockade endgültig aufzubrechen. Am 24. April 1944 wurde aus dem Südflügel seiner Leningrader Front die eigenständige 3. Baltische Front unter Armeegeneral Maslennikow gebildet. Mitte Juni 1944 führte Goworow die erfolgreiche die Wyborg-Petrosawodsker Operation durch und wurde am 18. Juni 1944 zum Marschall der Sowjetunion ernannt. Nach dem Ausscheiden Finnlands rückten seine Armeen über Narwa an der Küste des Baltikums nach Dorpat vor. Anfang Oktober koordinierte er die Angriffe der 3. Baltischen Front auf Riga und konnte bis November 1944 ganz Estland von der deutschen Besatzung befreien. Nach der Rückeroberung von Riga wurde die 3. Baltische Front am 16. Oktober 1944 wieder aufgelöst, und die 1. und 2. Baltische Front begannen die Blockade der abgeschnittenen deutschen Truppen in Kurland. Per Dekret des Präsidiums des Obersten Sowjet der UdSSR wurde Goworow am 27. Januar 1945 mit dem Titel Held der Sowjetunion geehrt, der Leninorden und die Medaille „Goldener Stern“ wurden ihm zusätzlich verliehen. Anfang Februar 1945 übernahm er zusätzlich den Befehl über die 2. Baltischen Front, deren Kommando am 1. April aufgelöst wurde und deren Truppen danach Teil der Leningrader Front wurden. Zu Kriegsende leitete er den Angriff auf die deutsche Heeresgruppe Kurland in Lettland, welche am 8. Mai gezwungen wurde, die Bedingungen des sowjetischen Ultimatums zu akzeptieren und zu kapitulieren. Per Dekret des Obersten Sowjets der UdSSR vom 31. vom Mai 1945 wurde Goworow für den erfolgreichen Abschluss der Kämpfe im Baltikum der Siegesorden verliehen.

### Nachkriegszeit
Nach dem Krieg fungierte Goworow als Kommandeur des Leningrader Militärbezirks und Generalinspekteur der Landstreitkräfte. 1948 wurde er zum Generalinspekteur der Luftverteidigung bestellt. 1952 stieg er zum stellvertretenden Verteidigungsminister auf und war 1954/55 noch Oberkommandierender der Luftverteidigung.
Goworow erlitt im Sommer 1954 einen ersten Schlaganfall; er erlag 1955 seinem chronischen Herzleiden. Seine Urne wurde an der Kremlmauer in Moskau beigesetzt.
Goworows Sohn Wladimir Leonidowitsch Goworow (1924–2006) wurde Generaloberst der Sowjetunion und war mit Ludmilla, der Tochter des Marschalls Nedelin (1902–1960) verheiratet.

## Orden und Auszeichnungen
- Held der Sowjetunion und Medaille Goldener Stern (1945)
- Fünf Leninorden (1941, 1942, 1945, 1945, 1947)
- Siegesorden (1945)
- Drei Rotbannerorden (1921, 1944, 1950)
- Zwei Suworoworden 1. Klasse (1943, 1944)
- Kutusoworden 1. Klasse (1944)
- Orden des Roten Sterns (1940)
- Orden der Republik Tuwa (1942)
- Ehrenlegion (Großoffizier)
- Legion of Merit (Chief Commander)
- Croix de guerre 1939–1945